# Suède au Concours Eurovision de la chanson 1971
La Suède a participé au Concours Eurovision de la chanson 1971 le 3 avril à Dublin, en Irlande. C'est la 12e participation de la Suède au Concours Eurovision de la chanson.
Le pays est représenté par Family Four et la chanson Vita vidder, sélectionnés par Sveriges Radio (SR) au moyen du Melodifestivalen 1971.

## Sélection

### Melodifestivalen 1971
Le radiodiffuseur suédois, Sveriges Radio, organise la 11e édition du Melodifestivalen, pour sélectionner la chanson et l'artiste représentant la Suède au Concours Eurovision de la chanson 1971,,.
La finale nationale suédoise, présentée par Lennart Hyland (sv), a lieu le 27 février 1971 aux studios de la SR à Stockholm.

#### Finale
Cinq chansons ont été interprétées par le groupe Family Four, toutes en suédois, langue nationale de la Suède.
| Ordre | Artiste     | Chanson            | Traduction               | Points | Place |
| ----- | ----------- | ------------------ | ------------------------ | ------ | ----- |
| 1     | Family Four | Min sång           | Ma chanson               | 10     | 4     |
| 2     | Family Four | Tjänare kärlek     | Amour de serviteur       | 17     | 2     |
| 3     | Family Four | En sång om världen | Une chanson sur le monde | 9      | 5     |
| 4     | Family Four | Heja mamma         | Hé maman                 | 11     | 3     |
| 5     | Family Four | Vita vidder        | Horizons blancs          | 22     | 1     |

Lors de cette sélection, c'est la chanson Vita vidder interprétée par Family Four qui fut choisie,.
Le chef d'orchestre sélectionné pour la Suède à l'Eurovision 1971 est Claes Rosendahl (sv).

## À l'Eurovision
Chaque pays a un jury de deux personnes. Chaque juré attribue entre 1 et 5 points à chaque chanson.

### Points attribués par la Suède
| 10 points | Monaco                                                |
| 7 points  | Italie                                                |
| 6 points  | Allemagne Espagne Pays-Bas                            |
| 5 points  | Belgique Royaume-Uni                                  |
| 4 points  | Autriche Finlande France Suisse                       |
| 2 points  | Irlande Luxembourg Malte Norvège Portugal Yougoslavie |

### Points attribués à la Suède
| 10 points              | 9 points                                | 8 points             | 7 points               | 6 points                                    |
| ---------------------- | --------------------------------------- | -------------------- | ---------------------- | ------------------------------------------- |
|                        | - Pays-Bas - Suisse                     |                      | - Autriche             | - Belgique - Italie - Norvège - Yougoslavie |
| 5 points               | 4 points                                | 3 points             | 2 points               |                                             |
| - France - Royaume-Uni | - Allemagne - Finlande - Malte - Monaco | - Irlande - Portugal | - Espagne - Luxembourg |                                             |

Family Four interprète Vita vidder en douzième position lors de la soirée du concours, suivant l'Italie et précédant l'Irlande.
Au terme du vote final, la Suède termine 6e — à égalité avec les Pays-Bas — sur les 18 pays participants, ayant reçu 85 points,.